# Olgierd Straszyński

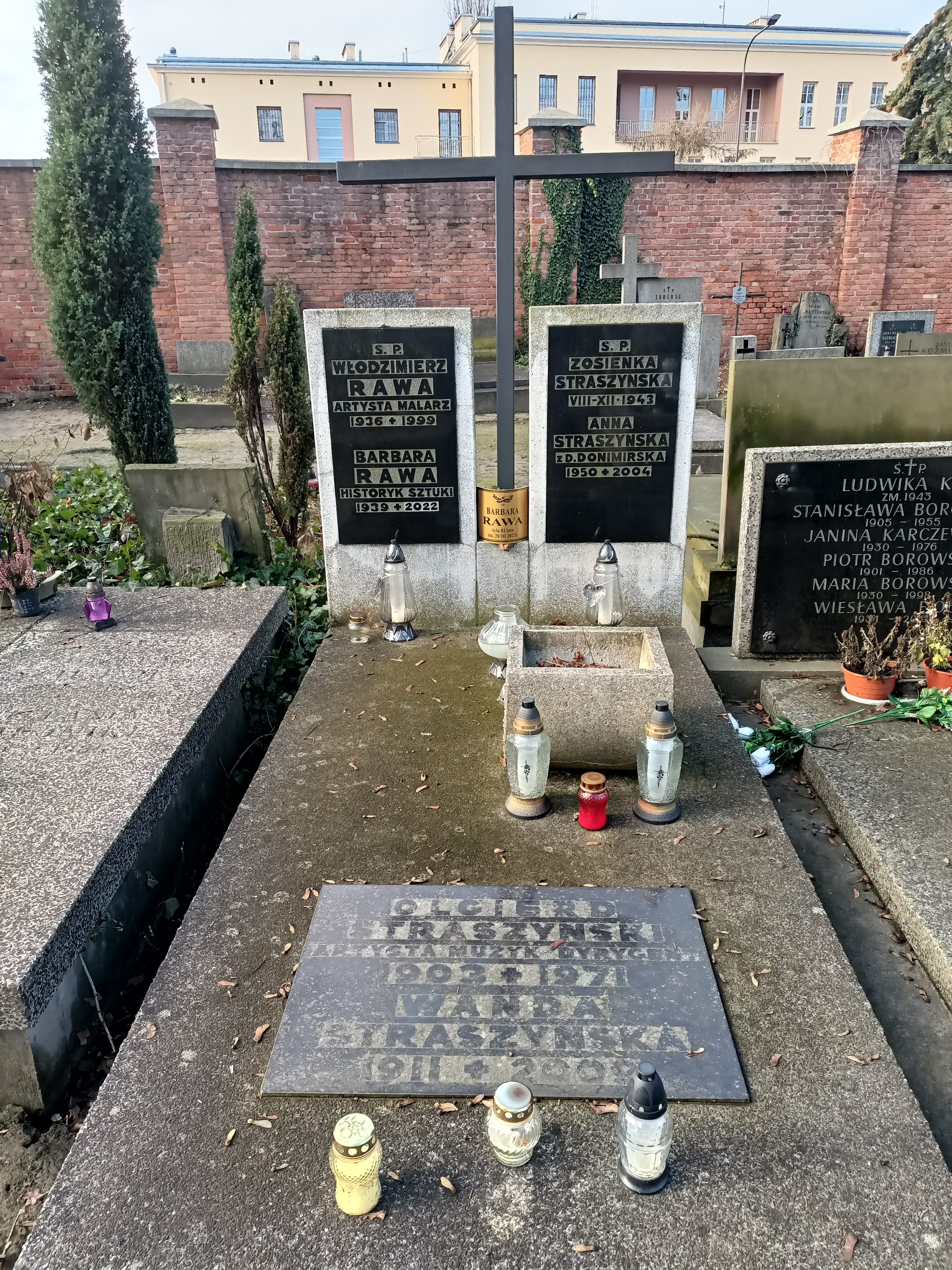
Nagrobek Olgierda Straszyńskiego na Cmentarzu Powązkowskim

Olgierd Straszyński ps. Olgierd (ur. 29 listopada 1903 w Mariupolu, zm. 12 stycznia 1971 w Warszawie) – polski dyrygent.

## Życiorys
Edukację muzyczną rozpoczął w klasie skrzypiec w Szkole Marii i Konstantego Sławicz-Regamey’ów w Kijowie. W 1921 roku przeniósł się z rodziną do Warszawy, gdzie w 1923 roku zdał maturę w Państwowym Gimnazjum im. Adama Mickiewicza. W 1930 roku ukończył studia dyrygenckie w klasie Grzegorza Fitelberga i w tym samym roku odbył się (w Filharmonii Warszawskiej) jego debiut dyrygencki. Dwa lata później uzyskał Dyplom Konserwatorium Warszawskiego jako teoretyk, studiując pod kierunkiem Kazimierza Sikorskiego i ks. dr. Hieronima Feichta. Ponadto pobierał prywatne lekcje u Emila Młynarskiego. 
W 1932 roku rozpoczął pracę w Polskim Radiu (PR) jako kierownik Muzyki Mechanicznej, reżyser i dyrygent Wielkiej Orkiestry Symfonicznej Polskiego Radia pod kierownictwem Grzegorza Fitelberga. W tym samym roku po raz pierwszy poprowadził orkiestrę przed mikrofonami PR w studiu przy ul. Zielnej 25.
Występował także gościnnie z innymi zespołami symfonicznymi w większości polskich miast (m.in. Kraków, Poznań, Bydgoszcz, Łódź, Katowice, Wilno) oraz nagrywał płyty gramofonowe, często z muzyką polską, m.in. dla wytwórni Columbia, Orpheon, Homocord, Parlophon, Odeon, Syrena-Elektro.
W latach 1939–1945 był dyrygentem Tajnej Orkiestry Polskiego Radia, konspiracyjnej komórki kierowanej przez Edmunda Rudnickiego, związany z radiostacją Błyskawica. W czasie okupacji niemieckiej orkiestra pod jego dyrekcją występowała m.in. w „Adrii”. Był referentem muzyki mechanicznej Sekcji Polskiego Radia Delegatury Rządu na Kraj. 
W latach 1945–1946 był pierwszym po wojnie dyrektorem artystycznym Filharmonii Narodowej w Warszawie. 
Został pochowany na cmentarzu Powązkowskim w Warszawie (kw. 284c-3-23).

## Życie prywatne
Jego żoną była Wanda z domu Ryś (siostra Zbigniewa i Zofii). Mieli czworo dzieci, z czego jedno zmarło niedługo po urodzeniu; ich synem jest Andrzej Straszyński.